# Shayne Reese

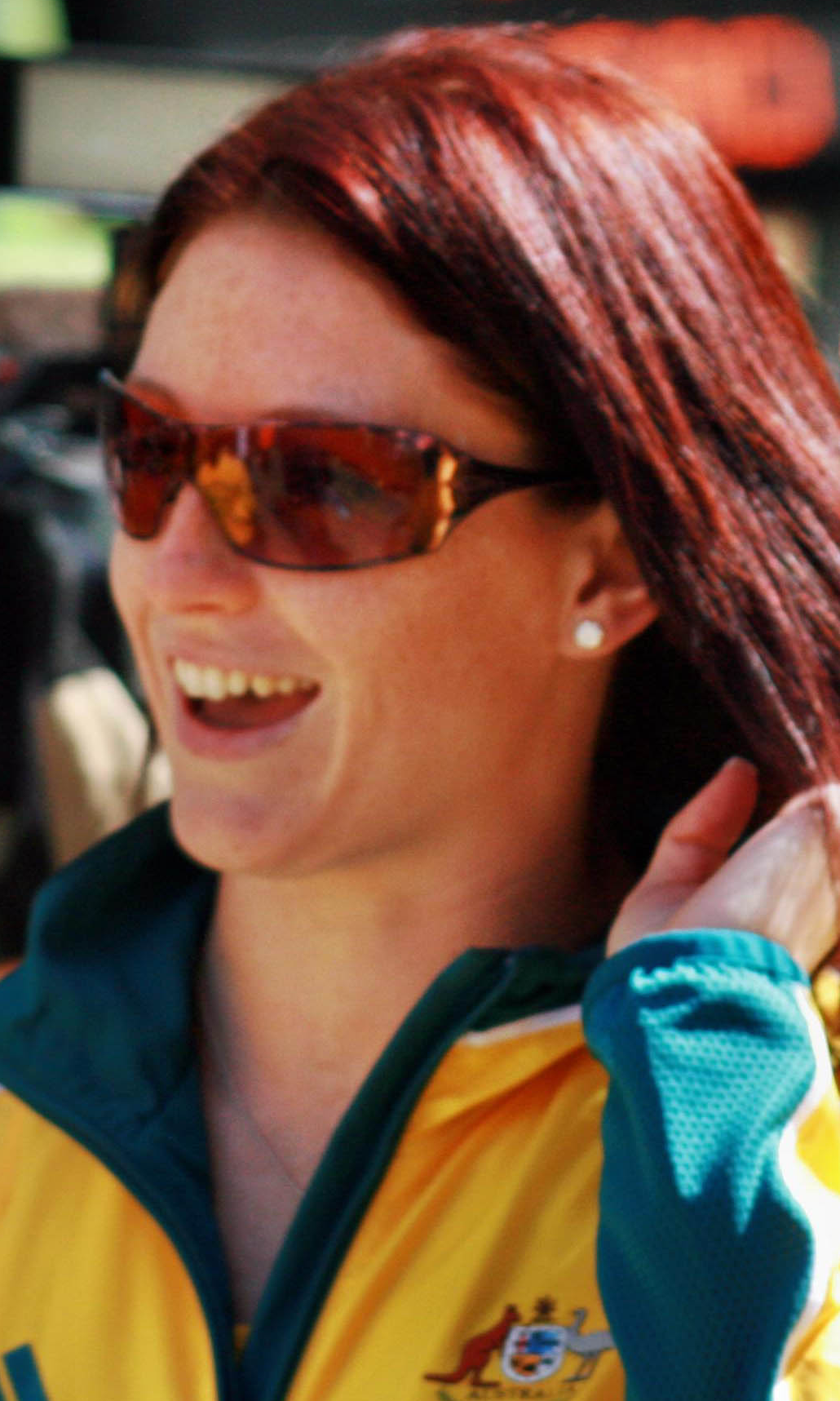
Shayne Reese bei der Heimkehr-Parade für das Olympiateam 2008 in Melbourne

Shayne Leanna Reese OAM (* 15. September 1982 in Ballarat, Victoria) ist eine ehemalige australische Schwimmerin. Sie erschwamm bei Olympischen Spielen eine Gold- und eine Bronzemedaille. Bei Weltmeisterschaften auf der 50-Meter-Bahn erhielt sie zweimal Gold, zweimal Silber und einmal Bronze; auf der 25-Meter-Bahn erschwamm sie dreimal Gold, viermal Silber und einmal Bronze. Bei Commonwealth Games erkämpfte sie eine Goldmedaille.

## Sportliche Karriere
Die 1,68 Meter große Shayne Reese schwamm für Carey Aquatic in Melbourne und war Spezialistin im Freistilschwimmen, trat aber auch im Lagenschwimmen an. Für ihren Olympiasieg wurde ihr 2009 die Medaille des Order of Australia verliehen.

### Die Jahre bis 2006 mit den Commonwealth Games
Reese trat 2000 erstmals im Schwimmweltcup an, brauchte aber einige Jahre, bis sie in der Nationalmannschaft eingesetzt wurde. Bei den Olympischen Spielen 2004 in Athen schwammen im Vorlauf der 4-mal-200-Meter-Freistilstaffel Shayne Reese, Elka Graham, Linda Mackenzie und Giaan Rooney die drittschnellste Zeit. Alice Mills, Elka Graham, Shayne Reese und Petria Thomas waren im Finale vier Sekunden schneller als die Vorlaufstaffel, wurden aber nur Vierte mit 0,05 Sekunden Rückstand auf die drittplatzierte deutsche Staffel. Ende 2004 fanden die Kurzbahnweltmeisterschaften 2004 in Indianapolis statt. Die 4-mal-200-Meter-Freistilstaffel mit Lisbeth Lenton, Danni Miatke, Louise Tomlinson und Shayne Reese gewann die Silbermedaille hinter dem US-Quartett und vor den Schwedinnen. Über 100 Meter Lagen gab es einen Doppelsieg für Australien mit Brooke Hanson vor Shayne Reese, die drei Hundertstelsekunden vor der drittplatzierten Slowakin Martina Moravcová anschlug. In der 4-mal-100-Meter-Freistilstaffel siegten die Schwimmerinnen aus den Vereinigten Staaten vor den Schwedinnen, Lenton, Tomlinson, Miatke und Reese erschwammen die Bronzemedaille. Reese erreichte auch das Finale über 200 Meter Freistil und wurde Vierte, 0,09 Sekunden hinter der drittplatzierten Dana Vollmer aus den Vereinigten Staaten.
2005 bei den Weltmeisterschaften in Montreal siegte die australische 4-mal-100-Meter-Freistilstaffel mit Jodie Henry, Alice Mills, Shayne Reese und Lisbeth Lenton mit fast einer Sekunde Vorsprung vor der deutschen Staffel. Im Vorlauf war Sophie Edington für Lisbeth Lenton angetreten. Bei ihrem einzigen Einzelstart schied Reese als 17. der Vorläufe über 200 Meter Freistil aus. In der 4-mal-200-Meter-Freistilstaffel schwammen im Vorlauf Bronte Barratt, Lara Davenport, Millie Mitchell und Lisbeth Lenton die zweitschnellste Zeit. Den Endlauf gewann das US-Team vor Lisbeth Lenton, Shayne Reese, Bronte Barratt und Linda Mackenzie.
Im März 2006 bei den Commonwealth Games in Melbourne gewann die 4-mal-100-Meter-Freistilstaffel mit Lisbeth Lenton, Jodie Henry, Alice Mills und Shayne Reese mit über sechs Sekunden Vorsprung vor den Engländerinnen. Im April 2006 bei den Kurzbahnweltmeisterschaften in Shanghai siegte zunächst die 4-mal-200-Meter-Freistilstaffel mit Bronte Barratt, Jessicah Schipper, Shayne Reese und Lisbeth Lenton mit 0,11 Sekunden Vorsprung vor den Chinesinnen. In der 4-mal-100-Meter-Freistilstaffel gewannen die Niederländerinnen vor Shayne Reese, Sophie Edington, Danni Miatke und Lisbeth Lenton. In der Lagenstaffel erhielt Reese eine Goldmedaille für ihren Vorlaufeinsatz. Im August 2006 fanden im kanadischen Victoria die Pan Pacific Swimming Championships statt. Reese gewann Silber mit der 4-mal-200-Meter-Freistilstaffel und Bronze mit der 4-mal-100-Meter-Freistilstaffel. In den Einzelwettbewerben wurde sie Fünfte über 100 Meter Freistil und Sechste über 200 Meter Lagen.

### Die Jahre 2007 bis 2009 mit dem Olympiasieg
Im März 2007 bei den Weltmeisterschaften in Melbourne erreichte die 4-mal-100-Meter-Freistilstaffel mit Danni Miatke, Melanie Schlanger, Sally Foster und Shayne Reese den Endlauf mit der drittbesten Vorlaufzeit. Im Finale waren Lisbeth Lenton, Melanie Schlanger, Shayne Reese und Jodie Henry über vier Sekunden schneller als die Vorlaufstaffel und gewannen den Titel vor der US-Staffel und den Niederländerinnen. Über 200 Meter Lagen erreichte Reese den sechsten Platz.
Im April 2008 bei den Kurzbahnweltmeisterschaften in Manchester wurde Reese Sechste über 100 Meter Freistil. Über 100 Meter Lagen siegte sie mit 0,04 Sekunden Vorsprung vor der Finnin Hanna-Maria Seppälä. Die 4-mal-100-Meter-Freistilstaffel mit Alice Mills, Shayne Reese, Kelly Stubbins und Angie Bainbridge gewann Silber hinter den Niederländerinnen. Im August 2008 bei den Olympischen Spielen in Peking erreichte die 4-mal-100-Meter-Freistilstaffel mit Cate Campbell, Alice Mills, Melanie Schlanger und Shayne Reese das Finale in der sechstbesten Vorlaufzeit. Im Endlauf schwammen Campbell, Mills, Schlanger und Lisbeth Trickett, wie Lisbeth Lenton seit ihrer Heirat hieß, fast drei Sekunden schneller als im Vorlauf und schlugen als Dritte an nach den Staffeln aus den Niederlanden und aus den Vereinigten Staaten. Mit 0,7 Sekunden Rückstand auf das US-Quartett und 0,6 Sekunden Vorsprung auf die viertplatzierten Chinesinnen war die Bronzemedaille unangefochten. Fünf Tage nach dem Finale in der Freistilstaffel fanden die Vorläufe in der Lagenstaffel statt. Emily Seebohm, Tarnee White, Felicity Galvez und Shayne Reese waren im Vorlauf über eine Sekunde schneller als die nächsten drei Teams, die nach ihrer Vorlaufzeit fast gleichauf lagen. Im Endlauf waren Emily Seebohm, Leisel Jones, Jessicah Schipper und Lisbeth Trickett drei Sekunden schneller als bei ihrem Weltrekord aus dem Vorjahr und gewannen vor dem Quartett aus den Vereinigten Staaten, den Chinesinnen und den Britinnen.
Bei den Weltmeisterschaften 2009 in Rom gewann Reese in der 4-mal-100-Meter-Staffel die Bronzemedaille zusammen mit Lisbeth Trickett, Marieke Guehrer und Felicity Galvez. Meagen Nay und Sally Foster erhielten für ihren Vorlaufeinsatz ebenfalls Bronze. In der Lagenstaffel schwammen im Vorlauf Emily Seebohm, Sally Foster, Stephanie Rice und Shayne Reese die siebtschnellste Vorlaufzeit. Fast sechs Sekunden schneller waren im Finale Emily Seebohm, Sarah Katsoulis, Jessicah Schipper und Lisbeth Trickett und schlugen als Zweite hinter den Chinesinnen an. Die Silbermedaille für ihren Vorlaufeinsatz war die letzte internationale Medaille für Shayne Reese.